# Episodi di Rescue Me (terza stagione)
La terza stagione della serie televisiva Rescue Me, composta da 13 episodi, è stata trasmessa sul canale statunitense FX dal 30 maggio al 29 agosto 2006. 
In Italia è andata in onda in chiaro su Italia 1 dal 15 gennaio al 2 febbraio 2009 in orario notturno.       
| nº | Titolo originale | Titolo italiano | Prima TV USA   | Prima TV Italia |
| -- | ---------------- | --------------- | -------------- | --------------- |
| 1  | Devil            | Diavolo         | 30 maggio 2006 | 15 gennaio 2009 |
| 2  | Discovery        | Scoperta        | 6 giugno 2006  | 16 gennaio 2009 |
| 3  | Torture          | Tortura         | 13 giugno 2006 | 19 gennaio 2009 |
| 4  | Sparks           | Scintille       | 20 giugno 2006 | 19 gennaio 2009 |
| 5  | Chlamydia        | Clamidia        | 7 luglio 2006  | 20 gennaio 2009 |
| 6  | Zombies          | Zombi           | 11 luglio 2006 | 21 gennaio 2009 |
| 7  | Satisfaction     | Soddisfazione   | 18 luglio 2006 | 22 gennaio 2009 |
| 8  | Karate           | Karate          | 25 luglio 2006 | 23 gennaio 2009 |
| 9  | Pieces           | Pezzi           | 1º agosto 2006 | 26 gennaio 2009 |
| 10 | Retards          | Ritardi         | 8 agosto 2006  | 27 gennaio 2009 |
| 11 | Twilight         | Crepuscolo      | 15 agosto 2006 | 28 gennaio 2009 |
| 12 | Hell             | Inferno         | 22 agosto 2006 | 29 gennaio 2009 |
| 13 | Beached          | Pensionamento   | 29 agosto 2006 | 2 febbraio 2009 |